# Kelly Cheung
Kelly Cheung (traditionell kinesiska: 張曦雯; förenklad kinesiska: 张曦雯; pinyin: Zhāng Xīwén), född 11 maj 1990, är en Hongkongfödd amerikansk skådespelerska och tv-värd som för närvarande har kontrakt med TVB. Hon är vinnare av Miss Chinese International 2012 och representerade Hong Kong på Miss World 2012.